# زیپورا اوبزیلر
 زیپورا اوبزیلر (عبری: ציפורה אובזילר‎؛ زاده ۱۹ آوریل ۱۹۷۳) یک تنیس‌باز اهل اسرائیل است.